# Grand River (Michigan)
Der Grand River ist ein 420 km langer Fluss im US-Bundesstaat Michigan. Er fließt durch die Städte Jackson, Ionia, Lansing, Grand Rapids und Grand Haven, bevor er in den Michigansee mündet.

## Flusssystem
Der Grand River entwässert ein Einzugsgebiet von 14.431 km². Er führt im Durchschnitt 108 m³/s und besitzt mehrere Dämme entlang seines Laufs. Er entspringt im Jackson County und ist der längste Fluss in Michigan. Weite Teile des Flussgebiets sind flach und enthalten viele Sümpfe und Seen. Trotzdem besteht zwischen Quelle und Mündung ein Höhenunterschied von 213 m. Der Fluss wird über weite Strecken seines Laufs von Forellen und Lachsen bevölkert.
Nebenflüsse sind Red Cedar River, Looking Glass River, Maple River, Flat River, Thornapple River und der Rogue River.

## Geschichte, Bedeutung als Verkehrsweg
Der Grand River war ein bedeutender Verkehrsweg für die Indianer Nordamerikas. Er wurde wegen seiner Länge O-wash-ta-nong (weit entferntes Wasser) genannt. Ebenso wichtig war er für die Forscher und Siedler auf ihrem Weg durch die Untere Halbinsel Michigans. Mit dem Ausbau der Straßen, Eisenbahnstrecken und Kanäle in der Region verlor er diese Bedeutung.
Der Fluss spielte auch als Demarkationslinie bei Gebietsabtretungen der Indianer an die Vereinigten Staaten eine Rolle. Im Jahr 1821 traten die Ottawa, Anishinabe und Potawatomi, mit der Ausnahme verschiedener kleiner Reservate, sämtliche Gebiete südlich des Flusses im Vertrag von Chicago ab.
Heute bedient ein Flussdampfer mit 500 Passagierplätzen den Fluss von Lansing aus.